# Siegfried II. von Stade
Siegfried II. von Stade (gest. 6. Januar 1037) war Graf von Stade.

## Leben
Er war ein Sohn von Graf Heinrich von Stade und Judith von Rheinfranken.
Siegfried wurde erstmals für das Jahr 990 bei Thietmar von Merseburg erwähnt. 994 entfloh er der Gefangenschaft bei Normannen auf die Burg Harsefeld.
Nach dem Tode seines Bruders wurde Siegfried nach 1016 Graf von Stade.

## Ehe und Nachkommen
Siegfried war verheiratet mit Adela/Ethela, Tochter von Graf Gero von Alsleben und dessen Frau Adela.
Kinder waren
- Lothar Udo I. (–1057), Markgraf der Nordmark
- Irmgard/Irmingardis, Äbtissin im Stift Alsleben
- Berta, Äbtissin im Stift Alsleben